# Dallas Stars
Dallas Stars je hokejaški klub iz Dallasa u američkoj saveznoj državi Teksasu.
Natječe se u NHL ligi od 1993./1994., preuzevši franšizu od Minnesote North Starsa.
Domaće klizalište: 
- Reunion Arena (prijašnje)
- American Airlines Center (današnje)

Klupske boje: crna, zlatna, zelena i bijela

## Uspjesi
- Stanleyev kup 1999.
- President's Trophy 1997/98., 1998/99.

## Vanjske poveznice
Dallas Stars